# فرودگاه منطقه‌ای شهرستان آلپنا
فرودگاه منطقه‌ای شهرستان آلپنا (به انگلیسی: Alpena County Regional Airport) یک فرودگاه همگانی بهره‌برداری هوایی با کد یاتا APN است که یک باند فرود بتن دارد و طول باند آن ۲۷۴۴ متر است. این فرودگاه در شهر آلپنا، میشیگان کشور ایالات متحده آمریکا قرار دارد و در ارتفاع ۲۱۰ متری از سطح دریا واقع شده است.